# Smotrîci
Smotrîci (în ucraineană Смотрич) este o așezare de tip urban din raionul Dunaiivți, regiunea Hmelnîțkîi, Ucraina. În afara localității principale, mai cuprinde și satele Krînîceanî, Mîhivka și Ripînți.

## Demografie
Componența lingvistică a așezării de tip urban Smotrîci
     Ucraineană (97,62%)
     Rusă (1,14%)
     Alte limbi (1,24%)
Conform recensământului din 2001, majoritatea populației așezării de tip urban Smotrîci era vorbitoare de ucraineană (97,62%), existând în minoritate și vorbitori de rusă (1,14%).